# 潘幬
潘幬，廣東南海縣人，明朝政治人物、進士。
永樂二年，潘幬中甲申科殿試進士三甲第一百七十二名。永樂四年四月，授監察御史。